# Såpträd
Såpträd, Quillaja saponaria, är en växtart i familjen Quillajaceae. Ur dess bark kan man utvinna kvillajabark, som kan användas i tvättmedel och i mediciner som löser upp besvärande slem.  
I Sverige är Kvillajabark kanske mest känt för sin användning vid tvätt av trasmattan. Det beror på att i mattan ingående olika tyger då ej färgar av sig på varandra. Tyger som tidigare tvättats i kvillajabark upphör därefter i det närmaste att fälla färg även vid tvätt i vanligt tvättmedel. Man kan på så sätt fixera dåligt tvättäkta färger, till exempel hos modernt jeanstyg, genom att första gången/gångerna tvätta plaggen i kvillajabark. Barken kan malas och extraheras med vatten eller alkohol. Traditionellt används dock ganska grova barksmulor direkt i tvättvattnet, något som kan sätta spår i fickor där enstaka barkflisor lätt blir kvar.